# Olenecamptus beardsleyi
Olenecamptus beardsleyi là một loài bọ cánh cứng trong họ Cerambycidae.